# Клан Гоуп

Гребінь клану Гоуп.

Герб вождів клану Гоуп.

Клан Гоуп (шотл. - Clan Hope) - клан Хоуп - один з кланів рівнинної частини Шотландії - Лоуленду. 
Гасло клану: At Spes Infracta - І все-таки я сподіваюсь без страху (лат.)
Вождь клану: Сер Джон Карл Олексендр Гоуп Крайгал (шотл. - Sir John Carl Alexander Hope of Craighall) - XVIII баронет Гоуп Крайгал
Землі клану: Лоуленд, Файф
Історична резиденція вождя клану: Крайгал, Файф
Нинішня резиденція вождя клану: Вестлей Авеню, Лондон, Англія

## Історія клану Гоуп

### Походження клану Гоуп
Назва клану Гоуп шотландського походження. У Шотландському Прикордонні з давніх часів існував клан Гоуп або Хойп (гельск. - Hoip). У 1296 році Джон де Гоп Підлширський та Адам ле Гоуп підписали документ «Рагман Роллс» - присягу на вірність королю Англії Едуарду І Довгоногому, що на той час захопив Шотландію. Олександр Нісбет (шотл. - Alexander Nisbet) зробив припущення, що засновники клану Гоуп походили з Пікардії (Франція) і що називалися вони спочатку Облон, але потім назва змінилась на англійську - гоуп  - «надія». 
Безпосереднім предком основної лінії вождів клану Гоуп був Джон де Гоуп, що приїхав до Шотландії з Франції в 1537 році разом зі свитою Магдалини - першої дружини короля Шотландії Якова V.   

### XVI століття
Джон де Гоуп одружився і оселився в Единбурзі, де справи у нього йшли успішно. Він мав сина - Едварда Гоупа, що в 1560 році став комісаром Генеральної асамблеї церкви Шотландії в Единбурзі. 

### XVII століття
Нащадок Джона Гоупа - сер Томас Гоуп був призначений лорд-адвокатом короля Англії та Шотландії Карла І. Томас Гоуп придбав маєток Крайгілл (гельск. - Craighill), що знаходиться у волості Церес у графстві Файф. Маєток Крайгілл став резиденцією вождя клану Гоуп. Сер Томас Гоуп був адвокатом, чия робота досі є авторитетною серед юристів Шотландії. Він отримав титул баронета Нової Шотландії в 1628 році і допоміг розробити Національний пакт у 1638 році. Томас Гоуп помер у 1648 році і його старший син успадкував титул баронета, отримав титул лорда Крайгілл. Йому приписують те, що він був радником короля Англії Карла II, коли той був у вигнанні.  
Молодшою гілкою вождів клану Гоуп була гілка Гоуп з Гоуптоуна, що походить від молодшого сина лорд-адвоката. Цей молодший син придбав землі в Західному Лотіані. Його син - Джон Гоуп Гоуптоун загинув при катастрофі корабля «Глостер», вважають, що він загинув рятуючи герцога Йоркського (згодом короля Шотландії Якоба VII і короля Англії Якоба II). 

### XVIII століття
Сином Джона Гоупа був Чарльз Гоуп Гоутоун, що був обраний до парламенту від Лінлітгоу. Потім він став членом Таєної Ради і в 1703 році отримав титул пера як граф Гоуптоун. 
У 1729 році VI баронет продав маєток Крайгілл своєму родичу графу Гоуптоуну. Маєтки графа Гоуптоуна міцніли і росли в ціні. Граф Гоуптоун володів землями в Західному Лотіані, Східному Лотіані та в Ланаркширі. 

### ХІХ століття
Сер Джон Хоуп - IV граф Гоуптоун зробив блискучу військову кар’єру. У 1822 році він влаштував чудовий прийом королю Великої  Британі Георгу IV, коли той здійснював візит до Шотландії. 

## Вождь клану Гоуп
Спадковим вождем клану Гоуп нині є сер Олександр Арчібальд Дуглас Гоуп (шотл. - Sir Alexander Archibald Douglas Hope) - кавалер ордена Британської імперії, ХІХ баронет Крайгалл.

## Замки клану Гоуп
- Замок Пінкі-Хаус (шотл. - Pinkie House) - резиденція вождя клану Гоуп Крайгалл, побудований у XVI столітті, його придбав сер Арчібальд Гоуп - IX баронет Крайгалл у 1778 році. Замок був проданий XVIII баронетом Крайгалл у 1951 році.
- Замок  Гоуптоун-Хаус (шотл. - Hopetoun House) - резиденція вождів молодшої гілки клану Гоуп - графів Гоуп та маркізів Лінлітгоу.